# Sinagogas en Italia
En Italia, existen numerosas sinagogas como evidencia de una presencia judía que se remonta a época romana .

## Historia de la sinagoga en Italia
Las primeras sinagogas en Italia se remontan a la época romana. Tenían un carácter monumental y sirvieron como lugar de culto y centro comunitario para las numerosas y prósperas comunidades judías presentes bajo el Imperio Romano. El ejemplo más notable que se conserva es el de la sinagoga de Ostia Antica, uno de los mejores ejemplos de sinagoga helenístico-romana en Europa. Está flanqueada por la sinagoga de Bova Marina de la que se conserva el hermoso piso de mosaico.
Con la afirmación del cristianismo como religión oficial del Imperio Romano, entró en vigor toda una serie de leyes restrictivas para regular la presencia de lugares de culto judíos en los países cristianos. Hasta el período de la emancipación judía en el siglo XIX, las sinagogas no pudieron volver a adquirir un aspecto monumental. Esta característica se acentuó con el tiempo también por motivos de autodefensa. Todavía hay algunos ejemplos intactos de sinagogas en Italia cuya construcción precede al establecimiento de guetos, incluida la sinagoga de Casale Monferrato. En Trani, Cagliari o Messina, los edificios de algunas sinagogas sobrevivieron solo porque se transformaron en iglesias tras los decretos de expulsión en el siglo XV .
Con el establecimiento de los guetos, a partir del siglo XVI, también existía la obligación de alquilar las sinagogas dentro del propio gueto y la prohibición absoluta de cualquier signo distintivo en el exterior. Las antiguas sinagogas que llegaron a ubicarse en los centros menores o fuera del perímetro de los guetos tuvieron que ser abandonadas. En las sinagogas del gueto, nada debe delatar su presencia desde el exterior; por el contrario, los interiores estaban ricamente decorados de acuerdo con los estilos arquitectónicos en boga en ese momento ( barroco, rococó, neoclásico). En la zona de los antiguos guetos quedan algunas de las sinagogas italianas más bellas, especialmente en Véneto ( Venecia, Padua), en el Piamonte (Carmagnola), en la Toscana (Siena, Pitigliano) y en las Marcas ( Ancona, Pesaro, Senigallia).
En el clima de libertad que siguió a la emancipación de los judíos de Italia a partir de 1848, fue posible la construcción de grandes edificios monumentales. A veces, las sinagogas antiguas estaban equipadas con fachadas y entradas monumentales (Asti, Pisa), en otros casos se construyeron nuevos edificios grandiosos en el área del gueto (Roma, Vercelli) o en los nuevos barrios de residencia judía (Turín, Florencia, Milán).
En el siglo XX se empezó a sentir el problema del abandono de muchas sinagogas debido al despoblamiento de los centros menores. Las únicas construcciones monumentales nuevas se dan en 1912 por la sinagoga de Trieste (además, en el momento en que la ciudad era parte del Imperio Austro-Húngaro y no de Italia) y, en la era fascista, por la sinagoga de Fiume, hoy en Croacia - (1928) y de la sinagoga de Génova (1935). En 1962 Livorno ofrece el único ejemplo de una sinagoga monumental construida con un estilo moderno después de la Segunda Guerra Mundial en lugar del antiguo templo destruido por los bombardeos. En los otros casos en los que se habían producido daños considerables similares (como en Turín, Milán o Bolonia), se prefirió generalmente un trabajo de restauración y reconstrucción.
Considerando el declive demográfico de la presencia judía en Italia, el mayor problema hoy parece ser el de la protección y preservación de los edificios de las sinagogas. La práctica de desmantelar edificios abandonados parece haberse detenido (lo que llevó a la transferencia del mobiliario y la decoración de sinagogas enteras a Israel, como las de Conegliano y Vittorio Veneto, con graves pérdidas para el patrimonio artístico y cultural italiano). Con mayor sensibilidad por parte de las autoridades nacionales y locales, hoy prevalece la tendencia a restaurar y utilizar las sinagogas existentes con fines comunitarios o culturales.

## Sinagogas abandonadas
Tras los frecuentes (a menudo forzados) flujos migratorios de judíos en Italia, muchas sinagogas fueron abandonadas. Algunas de las más antiguas se han conservado porque se transformaron en iglesias a raíz de los decretos de expulsión que en el siglo XVI afectaron al sur de Italia y a los territorios bajo el control del Estado Pontificio y del Reino de España (este es el caso de las sinagogas de Trani, Cagliari, Messina, etc.); de otros, la memoria a menudo se conserva solo en la toponimia local. Otras sinagogas cayeron en desuso por la construcción de nuevos edificios religiosos tras la emancipación o por el declive demográfico que afectó a numerosas pequeñas comunidades judías del centro-norte por motivos económicos a finales del siglo XIX y por tanto más acentuados con la  Segunda Guerra Mundial  y las pérdidas humanas y materiales del Holocausto. Muchas de estas sinagogas, que alguna vez cayeron en desuso, han sido abandonadas y sus muebles se han trasladado a otras ciudades italianas o a Israel. A menudo, el edificio en sí ha sido demolido o destinado a otro uso. En los últimos años, sin embargo, varias sinagogas han sido restauradas y reabiertas al público como museos o centros culturales incluso en lugares donde ya no tienen un uso litúrgico continuado (Casale Monferrato, Biella, Gorizia, Pitigliano, etc. ).

## Lista de sinagogas italianas
A continuación se muestra la lista (parcial) de las sinagogas italianas existentes divididas por región, incluidas las abandonadas o demolidas de las que no hay rastros ni noticias. Para cada uno de ellos, el estado actual se informa como se indica a continuación:
- intacta : sinagoga completa con decoración y mobiliario;
- en desuso: sinagoga cuya estructura arquitectónica se ha conservado pero que está desprovista de su mobiliario y ahora cumple otra función;
- desmantelada: sinagoga de la que se ha conservado el edificio o fachada, pero cuya sala se ha visto comprometida irreparablemente en su estructura original;
- desaparecida: sinagoga de la que se han perdido todos los vestigios arquitectónicos;
- restos arqueológicos: presencia de una antigua sinagoga hallada a través de campañas de excavación.

### Piamonte

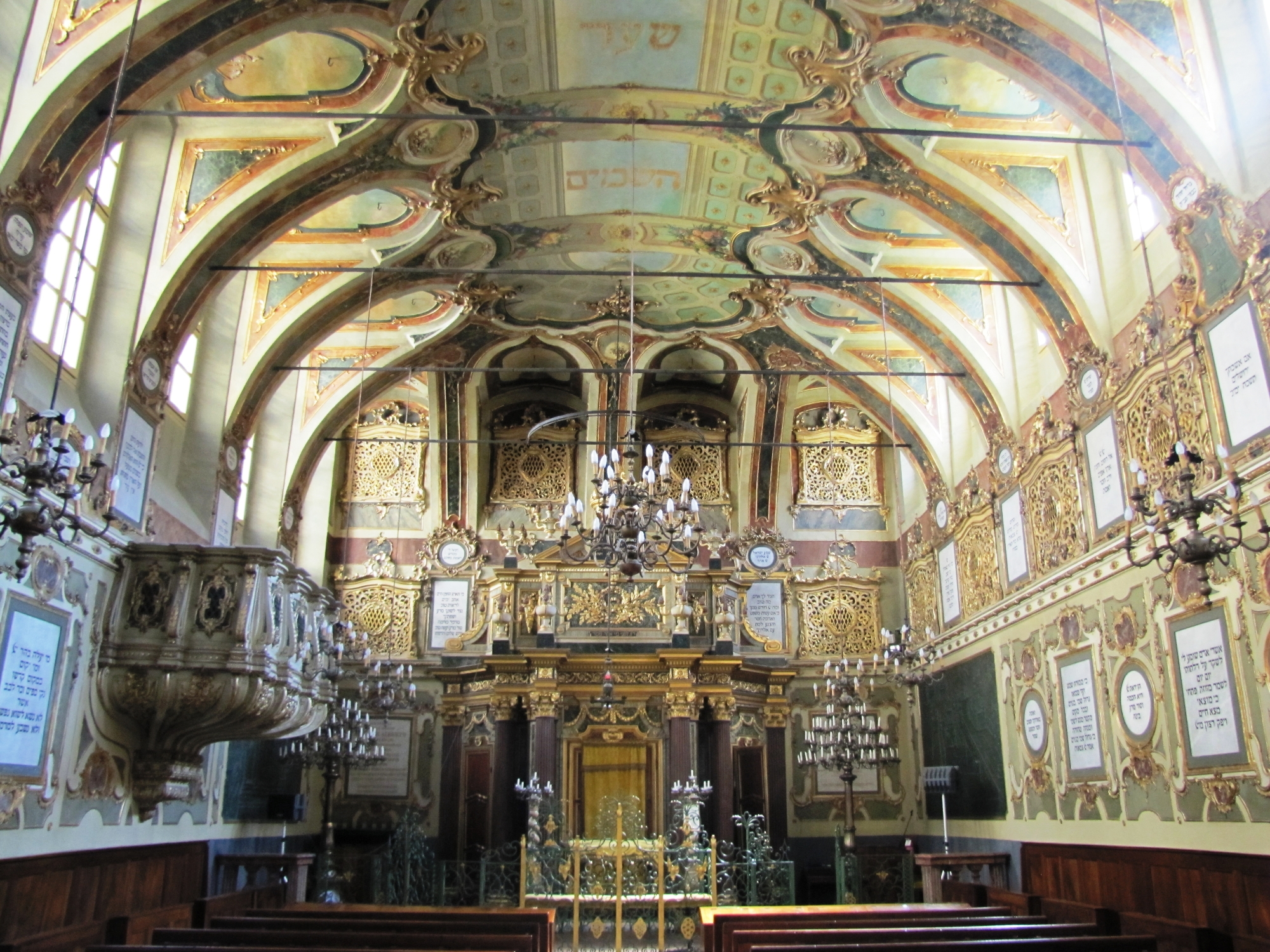
Sinagoga de Casale Monferrato.

- Sinagoga de Alessandria, de 1871, intacta (el arca original, destruida en el saqueo de la Segunda Guerra Mundial, fue reemplazada por la de la Sinagoga de Nizza Monferrato)
- Sinagoga y Museo judío de Asti, intacta
- Sinagoga de Biella, de 1723, intacta
- Sinagoga de Carmagnola, de 1724, intacta
- Sinagoga de Casale Monferrato, de 1595, intacta
- Sinagoga de Cherasco, de 1730, intacta
- Sinagoga de Cuneo, de 1611, intacta
- Sinagoga de Ivrea, de 1875, intacta
- Sinagoga de Mondovì, de 1750, intacta
- Sinagoga de Saluzzo, de finales del siglo XVIII, intacta
- Sinagoga de Turín, intacta
- Sinagoga de Vercelli, intacta
- Sinagoga de Moncalvo, en desuso, ahora almacén (los muebles están en Israel)
- Sinagoga de Savigliano, en desuso, ahora tipografía
- Mole Antonelliana (Turín), nunca activa, ahora Museo Nacional del Cine
- Sinagoga de Trino, en desuso, ahora un club recreativo para niños (reconstruida fielmente con su mobiliario original en una sala del Museo Eretz Israel en Tel Aviv)
- Sinagoga de Acqui Terme, desmantelada
- Sinagoga de Nizza Monferrato, desmantelada (los muebles están en la sinagoga de Alejandría)
- Sinagoga de Chieri, en desuso (los muebles están en el templo subterráneo de la Sinagoga de Turín)
- Sinagoga de Fossano, desaparecida (los muebles, trasladados a la Sinagoga de Turín, fueron destruidos durante la Segunda Guerra Mundial)

### Liguria
- Sinagoga de Génova, intacta

### Lombardía
- Sinagoga Norsa Torrazzo, intacta

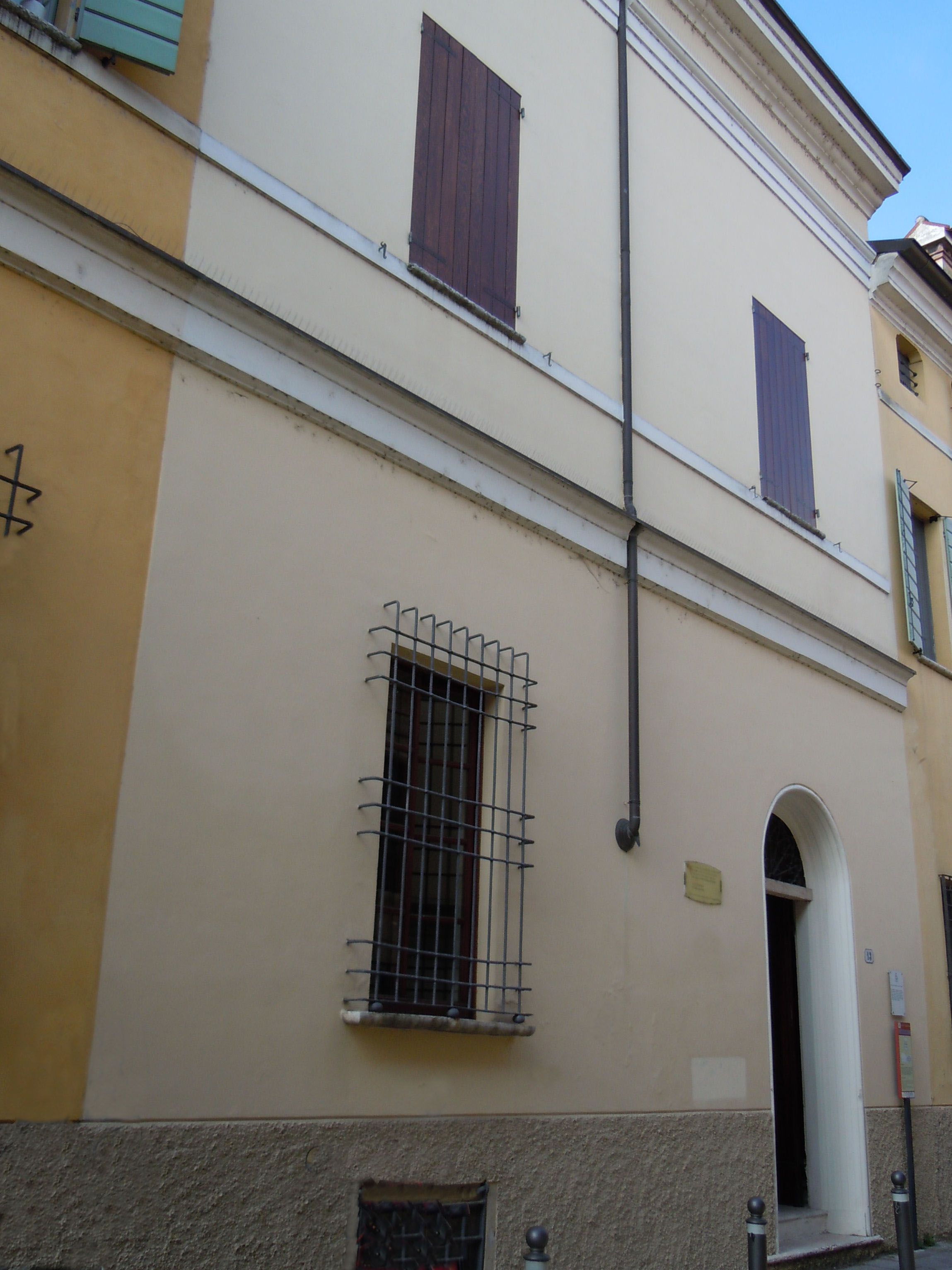
Sinagoga Norsa Torrazzo en Mantua.

- Sinagogas del gueto de Mantua, desaparecidas (se conserva el mobiliario de cuatro de las seis sinagogas: las de la sinagoga Norsa Torrazzo en el edificio reconstruido de Mantua; las de las otras tres en Israel)
- Sinagoga de Mantua, Scuola Grande, de 1635, abandonada, el Aron fue reconstruido en la sala central del Jeshivat Ponovez en Bnei Berak
- Sinagoga de Mantua, de finales del siglo XVIII, abandonada, el Aron se encuentra ahora en el oratorio de la escuela secundaria Maale 'en Jerusalén
- Sinagoga de Mantua, Escuela Cases, rito español, de 1800, en desuso, el Aron fue reconstruido en la sala Dor Ledor, del Heichal Shlomo en Jerusalén
- Sinagoga de Mantua, de 1795, en desuso, el Aron se encuentra ahora en el templo Bet Jeshajau en Tel Aviv.
- Sinagoga de Sermide, de 1543, desmantelada, convertida en vivienda, el Aron fue reconstruido en el templo italiano de Jerusalén y el mobiliario está en parte en la Sinagoga Central de Milán
- Sinagoga Central de Milán, de 1892, en funcionamiento, destruida en la guerra reconstruida en 1947, restaurada y devuelta a su aspecto original en 1994
- Sinagoga de Sabbioneta, intacta
- Sinagoga de Ostiano, en desuso y ruinosa, desde 2008 propiedad del Ayuntamiento que ha iniciado su restauración
- Sinagoga de Pomponesco, en desuso, ahora utilizada como depósito para un bar
- Sinagoga Rivarolo Mantovano, en desuso, ahora club cultural
- Sinagoga de Viadana, en desuso, ahora propiedad privada, utilizada ocasionalmente para eventos culturales
- Sinagoga de Bozzolo, desmantelada, convertida en casa particular (los muebles están en Israel)
- Sinagoga de Castel Goffredo, que desapareció en 2010 por el derribo del edificio que la albergaba

### Veneto
- Sinagoga de Mestre, intacta

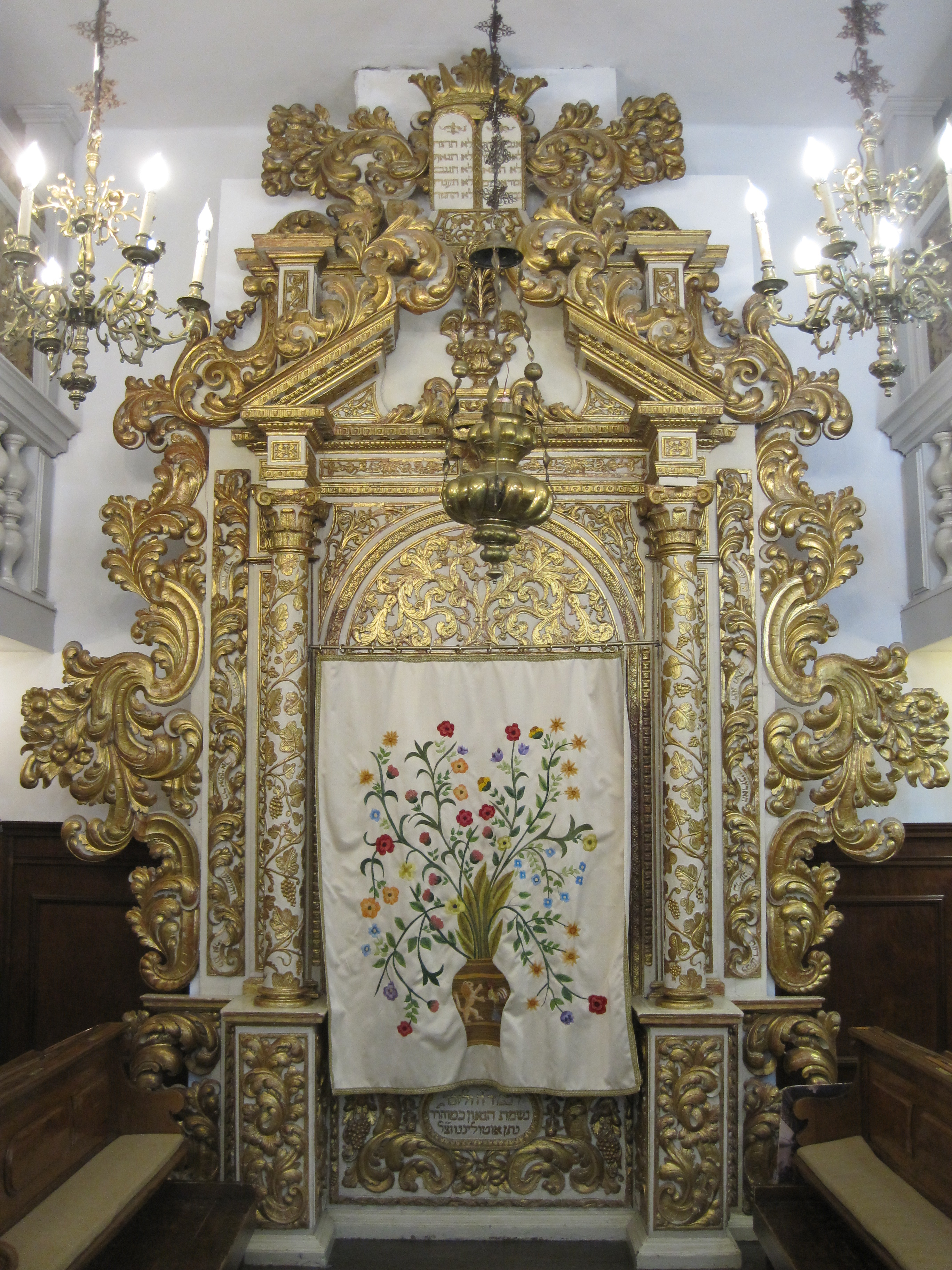
Arca de la sinagoga de Conegliano

- Sinagoga de rito italiano de Padua, intacta
- Sinagoga de Padua del rito Askenazi, desde 1682 hoy (museo judío) El Aron se encuentra en el templo Jad Eliahu en Tel Aviv
- La sinagoga de rito español de Padua, de 1729, en desuso, ahora un apartamento privado, ha sido reconstruida en el templo de Hechal Shelomo en Jerusalén.
- Sinagoga Scola Grande Tedesca, en Venecia, intacta
- Sinagoga Scola Canton, Venecia, rito Askenazi, intacto
- Sinagoga Scola Italiana, en Venecia, rito italiano, intacta.
- Scola Levantina, en Venecia, rito español, intacta
- Scola Ponentina, en Venecia, intacta
- Sinagoga de Verona, de 1864, intacta
- Sinagoga Rovigo, 1858, en desuso, ahora de propiedad privada (los muebles están en la sinagoga de Padua )
- Sinagoga Vittorio Veneto, en desuso, la sinagoga fue completamente reconstruida en Jerusalén, en una sala del Museo de Israel
- Sinagoga de Conegliano, de 1700, en desuso, el mobiliario y el Aron fueron llevados al templo italiano en Jerusalén
- Sinagoga de Treviso, desaparecida
- Sinagoga de Portobuffolé (Treviso) transformada en iglesia católica

### Trentino Alto Adigio
- Sinagoga de Merano, intacta
- Sinagoga de Trento, en desuso, ahora la Capilla del Palazzo Salvatori

### Friuli - Venecia Julia
- Sinagoga de Gorizia, intacta
- Sinagoga de Trieste, Scuola Piccola, de 1800, en desuso, los muebles son un templo central de Tel Aviv.
- Sinagoga Ontagnano, en desuso, en restauración
- Sinagoga de Gradisca, desaparecida
- Sinagoga de San Daniele del Friuli, de 1700, en desuso, el mobiliario se encuentra ahora en la sinagoga italiana de Jerusalén
- Sinagoga de Udine, desmantelada
- Sinagoga de Trieste, intacta

### Emilia Romana
- Sinagoga de Bolonia, intacta
- Sinagogas y museo judío de Ferrara, intactas
- Sinagoga de Módena, intacta
- Sinagoga de Parma, intacta
- Sinagoga de Soragna, intacta
- Sinagoga Carpi, en desuso, restaurada, ahora hogar de la antigua Fundación Campo di Fossoli (los muebles están en parte en la sinagoga de Módena, en parte en Israel)
- Sinagoga de Reggio Emilia, en desuso, restaurada, ahora un Centro Cultural (los muebles están en Israel en Haifa )
- Sinagoga de Cortemaggiore, en desuso, abandonada, ahora almacenada (los muebles están parte en la Sinagoga de Soragna, y parte en Israel)
- Sinagoga de Busseto, desmantelada
- Sinagoga de Cento, desmantelada
- Sinagoga Finale Emilia, desmantelada
- La sinagoga Fiorenzuola d'Arda, desmantelada, fue reconstruida en la sala adyacente de la sinagoga central de Milán.
- Sinagoga de Monticelli d'Ongina, desmantelada
- Sinagoga de Scandiano, desmantelada
- Sinagoga de Piacenza, desaparecida
- Sinagoga de Ravenna, desaparecida
- Sinagoga de Cesena, desaparecida

### Toscana
- Gran Sinagoga de Florencia, abierta al culto
- Sinagoga de Livorno, abierta al culto
- Sinagoga de Pisa, abierta al culto
- Sinagoga de Pitigliano, abierta al culto
- Sinagoga de Siena, intacta
- Sinagoga de Sorano, en desuso, ahora un centro cultural
- Sinagogas en via delle Oche (Florencia), desmanteladas (los muebles, procedentes de las sinagogas del gueto de Florencia, están ahora en Israel)
- Sinagoga de Monte San Savino, desmantelada
- Sinagoga en via dei Ramaglianti (Florencia), desaparecida
- Sinagogas del gueto de Florencia, desaparecidas (el mobiliario, inicialmente trasladado a las Sinagogas via delle Oche, ahora está en Israel)
- Sinagoga de Viareggio, via degli Oleandri, abierta al culto y posterior a la de via Fratti, ahora desaparecida

### Marche
- Sinagogas de Ancona,[1] abiertas al culto
- Sinagoga de Cagli,[2] desmantelada o reutilizada
- Sinagogas de Fano,[3] desmanteladas o reutilizadas
- Sinagoga de Pérgola,[4] intacta
- Sinagoga de Pesaro,[5] intacta, otra desmantelada
- Sinagoga de Senigallia,[6] intacta
- Sinagoga de Urbino,[7] intacta

### Umbria
- Sinagoga de Foligno, desaparecida y no identificada
- Sinagoga de Perugia, restaurada, se encuentra en via Pozzo Campana
- Sinagoga de Spoleto, desmantelada

### Lazio
- Tempio Maggiore en Roma, abierto al culto
- Oratorio Di Castro, abierto al culto (a través de Cesare Balbo)
- Templo de la juventud, abierto al culto
- Templo de Beth Shalom, abierto al culto
- Templo Agudat Ashkenazi, abierto al culto
- Templo de Beth El, abierto al culto
- Templo de Beth Michal, abierto al culto
- Templo de Shirat haYam, abierto al culto
- Templo español, abierto al culto
- Templo de Jabad Monteverde, abierto al culto
- Sinagoga vieja de Trastevere, intacta
- Templo de los cinco scole, desmantelado
- Sinagoga de Ostia Antica, restos arqueológicos
- Sinagoga Campagnano, desmantelada
- Sinagoga Sermoneta, desmantelada
- Sinagoga de Tivoli, desmantelada
- Sinagoga de Velletri, desmantelada
- Sinagoga Fondi, abandonada

### Campania
- Sinagoga de Nápoles, intacta
- Sinagoga de Benevento, desaparecida
- Sinagoga de Salerno, desaparecida

### Apulia
- Sinagoga de San Severo (FG), suprimida, parcialmente abandonada.
- Sinagoga Scolanova de Trani, convertida en iglesia de Santa Maria di Scolanova, convertida en sinagoga en 2005
- Sinagoga San Nicandro Garganico abierta al culto
- Gran Sinagoga de Trani, reconvertida en iglesia de Sant'Anna y hoy sección judía del Museo Diocesano de Trani .
- Sinagoga de Bari, desaparecida
- Sinagoga de Oria, desaparecida
- Sinagoga de Otranto, desaparecida
- Sinagoga de Lecce, destruida, en su lugar se construyó la Basílica de la Santa Croce. Parte de la Mikve permanece en el pequeño museo judío al lado de la basílica.
- Sinagoga de Soleto, desaparecida
- Sinagoga de Sternatia, desaparecida

### Calabria
- Sinagoga del sur de Ner Tamid, abierta al culto
- Sinagoga de Bova Marina, restos arqueológicos
- Sinagoga de Cosenza, desaparecida
- Sinagoga de Reggio Calabria, desaparecida

### Cerdeña
- Sinagoga de Alghero, suprimida en 1492 y reemplazada por la Iglesia de Santa Croce
- Sinagoga de Cagliari, suprimida en 1492 y reemplazada por la Basílica de la Santa Croce
- Sinagoga de Oristano, antiguo convento de los escolapios, hoy sala del consejo
- Sinagoga de Sassari, no atestiguada por ninguna fuente pero quizás -si es que realmente existió- incorporada al Hospital de la Santa Croce y la Capilla de la Annunziata .

### Sicilia
- Sinagoga de Catania, convertida en iglesia de SS. Cosma y Damiano
- Sinagoga de Messina (convertida en iglesia)
- Sinagoga de Palermo oratorio de Santa María del Sabato, reconvertida en sinagoga y próximamente abierta al público[8]
- Sinagoga de Siracusa abierta al culto
- Sinagoga de Siracusa, reconvertida en iglesia de San Antonio
- Sinagoga de Bivona, desaparecida
- Sinagoga de Caltagirone, desaparecida
- Sinagoga de Savoca, ruinas